# Blanchardoplia parvula
Blanchardoplia parvula är en skalbaggsart som beskrevs av Marc Lacroix 1998. Blanchardoplia parvula ingår i släktet Blanchardoplia och familjen Melolonthidae. Inga underarter finns listade.